# Cuscuta balansae
Cuscuta balansae là một loài thực vật có hoa trong họ Bìm bìm. Loài này được Boiss. & Reut. ex Yunck. mô tả khoa học đầu tiên năm 1932.